# Шарм (Эна)
Шарм (фр. Charmes) — коммуна во Франции, находится в регионе Пикардия. Департамент коммуны — Эна. Входит в состав кантона Тернье. Округ коммуны — Лан.
Код INSEE коммуны — 02165.

## Население
Население коммуны на 2010 год составляло 1659 человек.
| 1962 | 1968 | 1975 | 1982 | 1990 | 1999 | 2010 |
| ---- | ---- | ---- | ---- | ---- | ---- | ---- |
| 1924 | 1910 | 1778 | 1751 | 1855 | 1749 | 1659 |

## Экономика
В 2010 году среди 1002 человек трудоспособного возраста (15—64 лет) 696 были экономически активными, 306 — неактивными (показатель активности — 69,5 %, в 1999 году было 66,4 %). Из 696 активных жителей работали 605 человек (325 мужчин и 280 женщин), безработных было 91 (40 мужчин и 51 женщина). Среди 306 неактивных 75 человек были учениками или студентами, 126 — пенсионерами, 105 были неактивными по другим причинам.